# Alto Alentejo

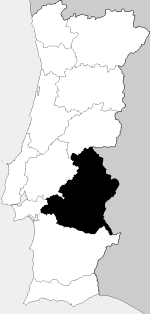
Den gamla provinsen Alto Alentejo

Alto Alentejo var en provins i södra Portugal mellan 1936 och 1976.
Det gamla Alto Alentejo gränsade i väst till Ribatejo och Estremadura, i norr till Beira Baixa, i öst till Spanien och i söder till Baixo Alentejo.
Provinsen motsvarade ungefär dagens Distrito de Évora samt Distrito de Portalegre.

## Större tätorter
- Évora
- Portalegre
- Borba
- Estremoz
- Montemor-o-Novo
- Redondo
- Reguengos de Monsaraz
- VilaViçosa
- Campo Maior
- Elvas

## Bildgalleri

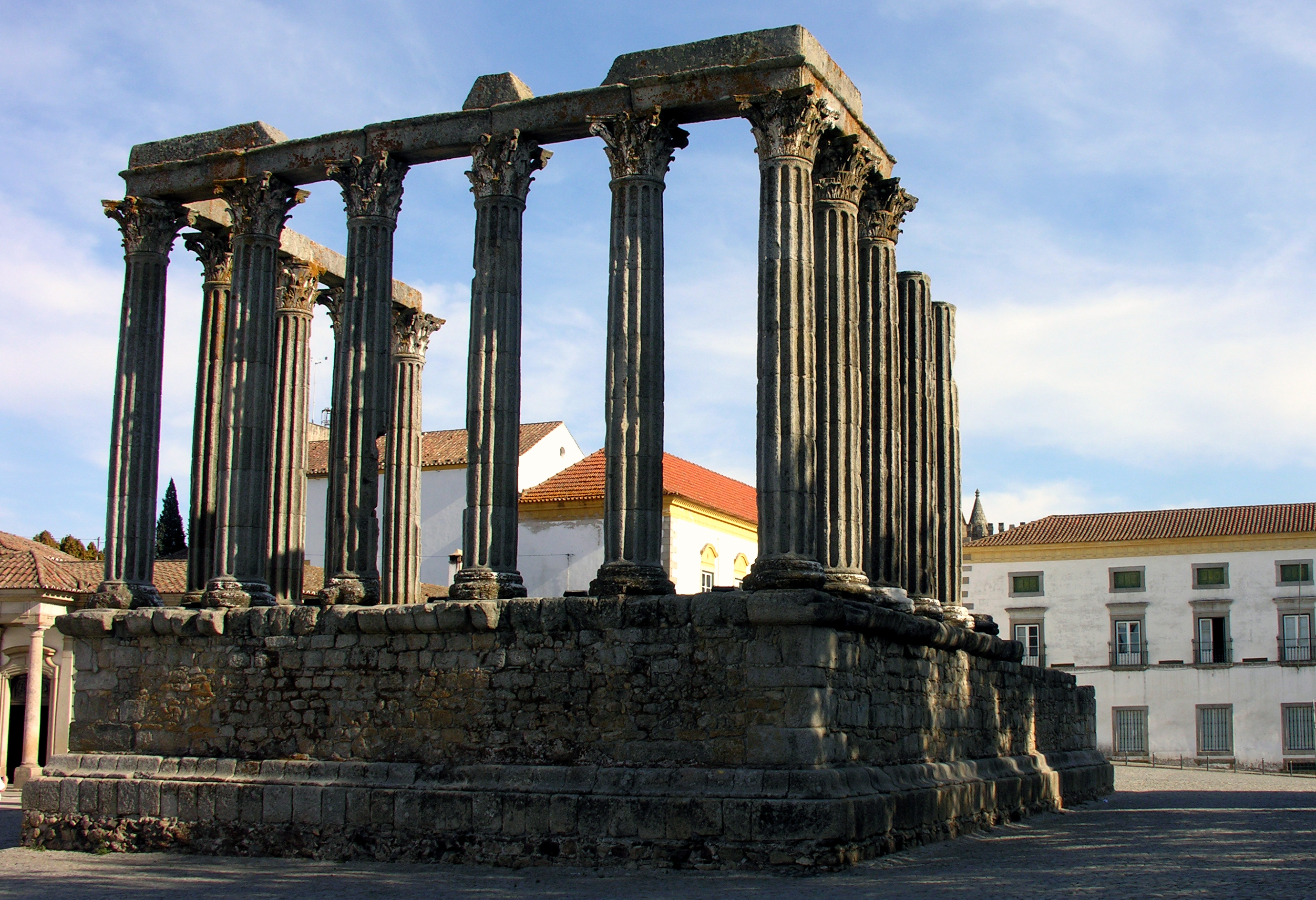
Évora
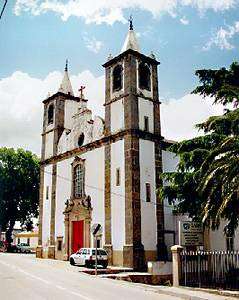
Bonfim kyrkan
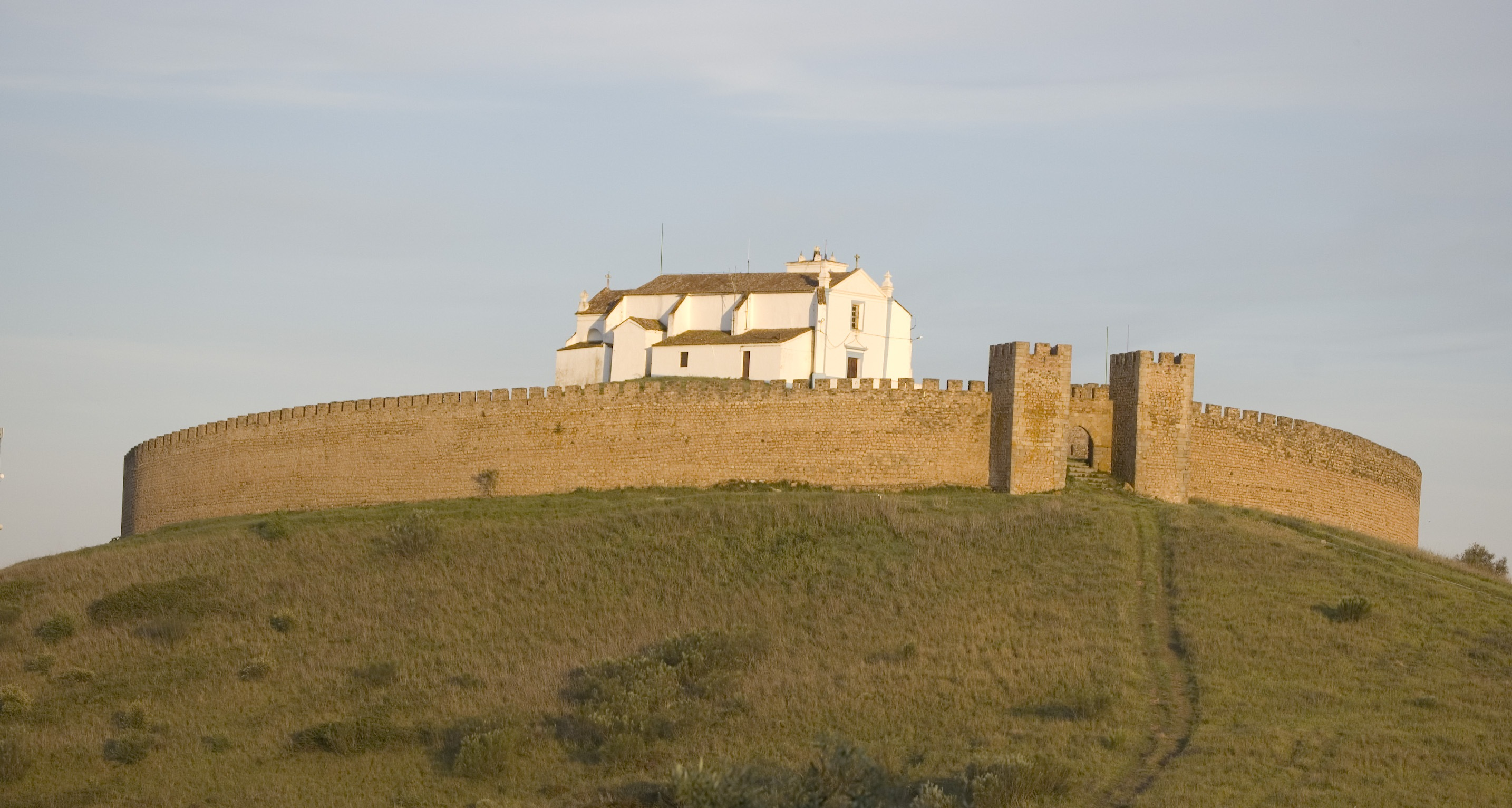
Arraiolos fästning
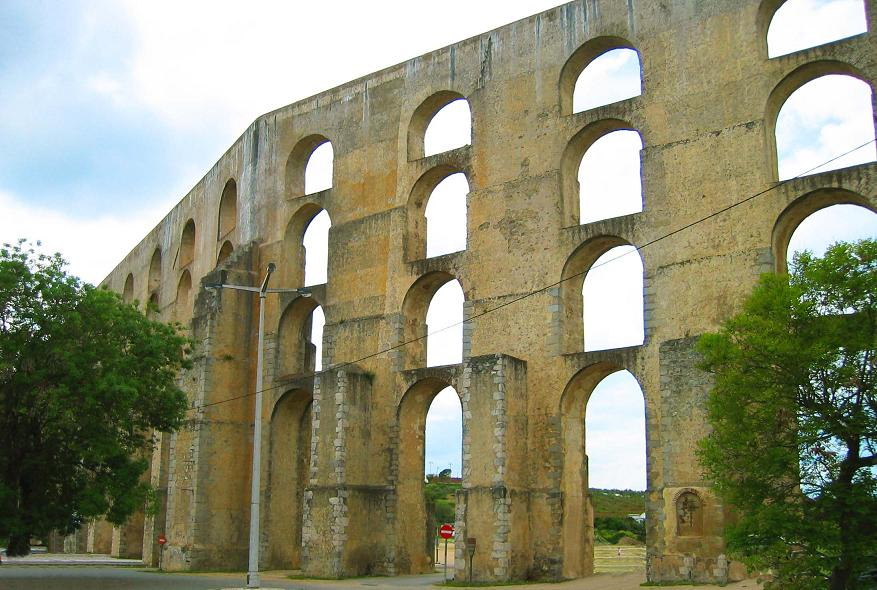
Elvas akvedukt